# 서울동자초등학교
서울동자초등학교(-童子初等學校)는 대한민국 서울특별시 광진구에 있는 공립 초등학교이다.

## 학교 연혁
- 1985년 4월 18일: 서울동자국민학교로 설립인가
- 1991년 3월 1일: 제2대 장기옥 교장취임
- 1996년 3월 2일: 서울동자초등학교로 교명변경
- 2000년 3월 31일: 제1회 입학식 거행
- 2006년 3월 21일: 제2회 입학식 거행
- 2009년 12월 29일: 제6회 졸업식
- 2012년 6월 2일 앤트월드 개관(동자놀이터)
- 2015년 2월 13일: 제30회 졸업식
- 2017년 2월 17일: 제32회 졸업식
- 2017년 3월 13일: 제3회 입학식 거행
- 2019년 3월 4일: 제4회 입학식 거행
- 2020년 2월 13일: 제35회 졸업식
- 2025년 4월 18일: 개교 40주년

## 참고 자료
- 서울동자초등학교 - 한국교육학술정보원 학교알리미